# KBL 올스타전 2015-16
2015-2016 KCC 프로농구 올스타전은 2016년 1월 10일에 잠실실내체육관에서 열린 한국 프로농구의 올스타전 시합이다.

## 올스타전 출장 선수
<굵은 글씨는 베스트 5>

### 주니어팀 (국내선수 1988년생 이하, 외국선수 1983년생 이하)
- 감독 : 김승기 (안양 KGC인삼공사)
- 코치 : 정선규 (전주 KCC 이지스), 송영진 (부산 kt 소닉붐)
- 가드 : 허웅 (원주 동부 프로미), 두경민 (원주 동부 프로미), 이재도 (부산 kt 소닉붐), 조 잭슨 (고양 오리온 오리온스)
- 포워드 : ), 이승현 (고양 오리온 오리온스), 웬델 맥키네스 (원주 동부 프로미), 임동섭 (서울 삼성 썬더스), 정효근 (인천 전자랜드 엘리펀츠), 전준범 (울산 모비스 피버스)
- 센터 : 김종규 (창원 LG 세이커스), 리카르도 라틀리프 (서울 삼성 썬더스), 김준일 (서울 삼성 썬더스)

### 시니어팀 (국내선수 1988년생 이상, 외국선수 1983년생 이상)
- 감독 : 추일승 (고양 오리온 오리온스)
- 코치 : 최명도 (울산 모비스 피버스), 전희철 (서울 SK 나이츠)
- 가드 : 양동근 (울산 모비스 피버스), 김선형 (서울 SK 나이츠), 안드레 에밋 (전주 KCC 이지스), 전태풍 (전주 KCC 이지스)
- 포워드 : 함지훈 (울산 모비스 피버스), 김주성 (원주 동부 프로미), 에런 헤인즈 (고양 오리온 오리온스), 문태영 (서울 삼성 썬더스), 이정현 (안양 KGC인삼공사)
- 센터 : 오세근 (안양 KGC인삼공사), 하승진 (전주 KCC 이지스), 데이비드 사이먼 (서울 SK 나이츠)

## 덩크슛 컨테스트

### 국내선수 덩크슛 컨테스트 참가 선수
<굵은 글씨는 우승자>
- 정효근 (인천 전자랜드 엘리펀츠)
- 김종규 (창원 LG 세이커스)
- 송교창 (전주 KCC 이지스)
- 문성곤 (안양 KGC 인삼공사)

### 외국선수 덩크슛 컨테스트 참가 선수
<굵은 글씨는 우승자>
- 웬델 맥키네스 (원주 동부 프로미)
- 샤크 맥키식 (창원 LG 세이커스)
- 리카르도 라틀리프 (서울 삼성 썬더스)
- 조 잭슨 (고양 오리온 오리온스)
- 마리오 리틀 (안양 KGC인삼공사)
- 마커스 블레이클리 (부산 kt 소닉붐)

## 3점슛 컨테스트

### 3점슛 컨테스트 참가 선수
<굵은 글씨는 우승자>
- 두경민 (원주 동부 프로미)
- 조성민 (부산 KT 소닉붐)
- 김효범 (전주 KCC 이지스)
- 김지완 (인천 전자랜드 엘리펀츠)
- 강병현 (전주 KCC 이지스)
- 드웨릭 스펜서 (서울 SK 나이츠)
- 이정현 (안양 KGC인삼공사)
- 김영환 (창원 LG 세이커스)
- 문태종 (고양 오리온 오리온스)
- 전준범 (울산 모비스 피버스)

| KBL 올스타전                                 | KBL 올스타전                                 | KBL 올스타전                                 |
| -------------------------------------------- | -------------------------------------------- | -------------------------------------------- |
| 이전 대회                                    | 2015-2016 KCC 프로 농구 올스타전 (2016.1.10) | 다음 대회                                    |
| 2014-2015 KCC 프로 농구 올스타전 (2015.1.11) | 2015-2016 KCC 프로 농구 올스타전 (2016.1.10) | 2016-2017 KCC 프로 농구 올스타전 (2017.1.22) |